# Przygody Tintina (serial animowany)
Przygody Tintina (fran. Les Aventures de Tintin, ang. The Adventures of Tintin, 1991–1992) – francusko-kanadyjski serial animowany, którego głównym bohaterem jest młody reporter i podróżnik Tintin, bohater komiksu autorstwa belgijskiego artysty Georges'a Remi. W Polsce serial emitowany był w Canal+, a następnie na TVP1, Minimax oraz TVP ABC z nową wersją dubbingu.

## Opis fabuły
Serial opisuje przygody młodego reportera i podróżnika – Tintina, któremu w podróżach po świecie towarzyszy pies Miluś, kapitan Baryłka i inne osoby.

## Bohaterowie
- Tintin – młody reporter i podróżnik.
- Milou – pies Tintina.
- kapitan Haddock – najlepszy przyjaciel Tintina.

## Wersja polska

### Pierwsza wersja
Wystąpili:
- Tomasz Kozłowicz – Tintin
- Jan Kulczycki – kapitan Haddock
- Mieczysław Morański – profesor Tournesol
- Tomasz Marzecki – Dupont
- Paweł Szczesny – Dupond
- Jacek Wolszczak – Chang (odc. 9, 19-20)
- Zbigniew Konopka – Hiszpan (odc. 15-16)

Lektor: Maciej Gudowski

### Druga wersja (2021)
- Wystąpili:
- Bartosz Wesołowski - Tintin
- Andrzej Chudy - Kapitan Baryłka
- Janusz Wituch - Tajniak
- Janusz Zadura - Jawniak
- Mariusz Czajka - Alan
- Waldemar Barwiński
- Wojciech Chorąży
- Katarzyna Kozak

- W pozostałych rolach:
- Jan Aleksandrowicz-Krasko
- Kamil Pruban
- Ewa Serwa

i inni
- Lektor: Wojciech Chorąży

## Spis odcinków
Serial składa się z 39 odcinków podzielonych na 3 serie.
| N/o            | Polski tytuł                    | Angielski tytuł                |  |
| -------------- | ------------------------------- | ------------------------------ |  |
|                |                                 |                                |  |
| SERIA PIERWSZA |                                 |                                |  |
|                |                                 |                                |  |
| 01             | Krab o złotych szczypcach       | The Crab with the Golden Claws |  |
| 02             | Krab o złotych szczypcach       | The Crab with the Golden Claws |  |
|                |                                 |                                |  |
| 03             | Tajemnica jednorożca            | The Secret of Unicorn          |  |
| 04             | Tajemnica jednorożca            | The Secret of Unicorn          |  |
|                |                                 |                                |  |
| 05             | Skarb Szkarłatnego Rackhama     | Red Rackham's Treasure         |  |
|                |                                 |                                |  |
| 06             | Cygara faraona                  | Cigars of the Pharaoh          |  |
| 07             | Cygara faraona                  | Cigars of the Pharaoh          |  |
|                |                                 |                                |  |
| 08             | Błękitny lotos                  | The Blue Lotus                 |  |
| 09             | Błękitny lotos                  | The Blue Lotus                 |  |
|                |                                 |                                |  |
| 10             | Czarna Wyspa                    | The Black Island               |  |
| 11             | Czarna Wyspa                    | The Black Island               |  |
|                |                                 |                                |  |
| 12             | Afera Lakmusa                   | The Calculus Affair            |  |
| 13             | Afera Lakmusa                   | The Calculus Affair            |  |
|                |                                 |                                |  |
| SERIA DRUGA    |                                 |                                |  |
|                |                                 |                                |  |
| 14             | Tajemnicza gwiazda              | The Shooting Star              |  |
|                |                                 |                                |  |
| 15             | Pęknięte ucho                   | The Broken Ear                 |  |
| 16             | Pęknięte ucho                   | The Broken Ear                 |  |
|                |                                 |                                |  |
| 17             | Berło Ottokara                  | King Ottokar's Sceptre         |  |
| 18             | Berło Ottokara                  | King Ottokar's Sceptre         |  |
|                |                                 |                                |  |
| 19             | Tintin w Tybecie                | Tintin in Tibet                |  |
| 20             | Tintin w Tybecie                | Tintin in Tibet                |  |
|                |                                 |                                |  |
| 21             | Tintin i Picarosi               | Tintin and the Picaros         |  |
| 22             | Tintin i Picarosi               | Tintin and the Picaros         |  |
|                |                                 |                                |  |
| 23             | Tintin w krainie czarnego złota | Land of Black Gold             |  |
| 24             | Tintin w krainie czarnego złota | Land of Black Gold             |  |
|                |                                 |                                |  |
| 25             | Lot 714 do Sydney               | Flight 714                     |  |
| 26             | Lot 714 do Sydney               | Flight 714                     |  |
|                |                                 |                                |  |
| SERIA TRZECIA  |                                 |                                |  |
|                |                                 |                                |  |
| 27             | Rekiny Morza Czerwonego         | The Red Sea Sharks             |  |
| 28             | Rekiny Morza Czerwonego         | The Red Sea Sharks             |  |
|                |                                 |                                |  |
| 29             | Siedem kryształowych kul        | The Seven Crystal Balls        |  |
| 30             | Siedem kryształowych kul        | The Seven Crystal Balls        |  |
|                |                                 |                                |  |
| 31             | Świątynia Słońca                | Prisoners of the Sun           |  |
| 32             | Świątynia Słońca                | Prisoners of the Sun           |  |
|                |                                 |                                |  |
| 33             | Klejnoty Bianki Castafiore      | The Castafiore Emerald         |  |
| 34             | Klejnoty Bianki Castafiore      | The Castafiore Emerald         |  |
|                |                                 |                                |  |
| 35             | Kierunek Księżyc                | Destination Moon               |  |
| 36             | Kierunek Księżyc                | Destination Moon               |  |
|                |                                 |                                |  |
| 37             | Odkrywcy na księżycu            | Explorers on the Moon          |  |
| 38             | Odkrywcy na księżycu            | Explorers on the Moon          |  |
|                |                                 |                                |  |
| 39             | Tintin w Ameryce                | Tintin in America              |  |
|                |                                 |                                |  |